# Kamp
Kamp (iz angl.: Camping) (tudi šotorišče ali avtokamp), je urejen prostor, namenjen za počitniško bivanje v  šotorih, počitniških prikolicah in avtodomih, parkiranju pripadajočih osebnih avtomobilov in mobilnih hiš, namenjenih za prenočevanje, za krajši ali daljši oddih. 
Kamp ponavadi vključuje osnovne storitve, kot so sanitarije, tuš s toplo vodo, priključek na elektriko, lahko pa tudi dodatne storitve (trgovine, restavracije, bazeni, kopališča, igrišča ipd). Glede na velikost, ponudbo in kakovost kampe razvrščajo v kategorije turistom namenjenih tovrstnih destinacij.

## Zgodovina
Prve kampe za turiste v Sloveniji so uredila turistična društva, prvi v Sloveniji je bil v Ljubljani na Ježici (1955), in v Zaki na Bledu (1956).
Pozneje so kampe uredila tudi gostinska in hotelska podjetja, v osemdesetih letih 20. stoletja pa je pričelo delovati tudi več zasebnih kampov. Leta 2009 je bilo v Sloveniji 63 kampov.

## Kampi v Sloveniji
Največ kampov v Sloveniji je ob morju (Ankaran, Fiesa, Izola, Lucija, Strunjan), v alpskem predgorju (Bled, Stara Fužina, Gozd Martuljek, Lesce) in v bližini zdraviliških krajev (Banovci, Terme Čatež, Dolenjske Toplice, Moravske Toplice, Podčetrtek), ob prometnih poteh in turistično privlačnih točkah (Otočec, Postojna, Radovljica, Bovec)...

### Nudistični kampi
Posebna vrsta so nudistični kampi, namenjeni naturistom, običajno označeni s kratico »FKK« ali s primernim znakom ter napisom.

### Glamping
Glamping je v Sloveniji dokaj nova vrsta turistične ponudbe, ki predstavlja luksuzno kampiranje, pred tem pa je bil glamping bolj kot ne značilen za drage eksotične turistične destinacije.
Glamping ponudba je namenjena turistom, ki med kampiranjem želijo ohraniti stik z naravo, hkrati pa imeti luksuzno ponudbo in višji nivo storitev. Nekateri kampi s to ponudbo gostom ponujajo tako npr. mobilne hiške z zunanjim žarom, zasebno kopeljo in podobnim. Tudi v Sloveniji so nastala manjša turistična naselja in kampi, ki ponujajo zgolj glamping – torej ekskluzivno bivanje v naravi na najvišjem nivoju.